# 亚历山大·季诺维也夫
亚历山大·亚历山德罗维奇·季诺维也夫（俄语：Алекса́ндр Алекса́ндрович Зино́вьев，1922年10月29日—2006年5月10日）俄罗斯哲学家、作家、社会学家和新闻工作者。

## 生平
生于贫农家庭，曾参加第二次世界大战。季诺维也夫是20世纪50至60年代苏联哲学思想重生的标志之一。1976年《黑魅魅的高空》使他享誉世界。随后，他被驱逐出该国并被剥夺了苏联国籍。1999年返回俄罗斯。

## 成就
季诺维也夫的作品约40部，涉及社会学、社会哲学、数学逻辑、伦理学、政治思想。他的大部分作品很难归类于框架。季诺维也夫在1960年代以非經典邏輯研究者而闻名，后来流亡国外，被迫成为一名职业作家。他自认为是一位社会学家。他原创的“社会学小说”为他带来了国际上的认可。他常被认为是一位独立的俄罗斯思想家，是20世纪下半叶俄罗斯社会思想中影响力最大也是最具争议的人物之一。